# 금화피에스시
금화피에스시(Geumhwa PSC Co. Ltd. Co. Ltd.) 혹은 금화PSC는 대한민국의 플랜트 전문건설 발전소정비 기업이다. 본사는 서울특별시 강남구 테헤란로25길 15-4에 위치해 있으며 대표이사는 김경태이다.

## 역사
1981년 5월 13일 - 설립
1982년 2월 20일 - 금화기공 설립
2000년 12월 21일 - 금화피에스시 코스닥 상장

## 참고문헌
1. ↑  디지털강남문화대전-금화피에스시
2. ↑  김우람,금화피에스시, 화력발전 공개입찰에 본격 성장 기대…수처리 신사업 확장, 이투데이, 2024-01-05
3. ↑  이훈, "1,200여명의 금화PSC 식구 대신 받은 것", 전기저널, 2023.12.15
4. ↑  조민상, 한국IR협의회 기업리서치센터-금화피에스시, 2023.06.22.